# Tianshui
Tianshui (chiń. 天水; pinyin Tiānshuǐ) – miasto o statusie prefektury miejskiej w Chinach, w prowincji Gansu. W 2010 roku liczba mieszkańców miasta wynosiła 178 873. Prefektura miejska w 1999 roku liczyła 3 355 814 mieszkańców.
Miasto leży nad rzeką Wei He. We wschodniej części Tianshui znajduje się dworzec kolejowy i port lotniczy. Siedziba rzymskokatolickiej diecezji Tianshui.
W mieście rozwinął się przemysł maszynowy, włókienniczy oraz spożywczy.

## Podział administracyjny
Prefektura miejska Tianshui podzielona jest na:
- 2 dzielnice: Qinzhou, Maiji,
- 4 powiaty: Qingshui, Qin’an, Gangu, Wushan,
- powiat autonomiczny: Zhangjiachuan.

## Miasta partnerskie
Tianshui obecnie posiada tylko jedno miasto partnerskie:
- Bendigo, Australia